# Albert Brandes
Albert Brandes (* 21. Mai 1882 in Querum; † 13. März 1966 in Hamburg) war ein deutscher Justizoberinspektor, DVP-Politiker und Landtagsabgeordneter im Freistaat Braunschweig.

## Leben
Albert Brandes wurde 1882 in Querum im Nordosten von Braunschweig geboren. Er engagierte sich 1918/1919 bei der Organisation eines Beamtenstreiks gegen die Spartakisten. Brandes gehörte bis 1933 dem Braunschweigischen Landtag als Abgeordneter der DVP an. Von 1924 bis zur Selbstauflösung der Partei nach der nationalsozialistischen Machtergreifung im Jahr 1933 war er DVP-Vorsitzender im Land Braunschweig. Im Juli 1934 wurde von Justizminister Friedrich Alpers ein Dienststrafverfahren gegen Brandes eröffnet, da dieser auf einer „getarnten Versammlung“ der aufgelösten DVP Ende März 1933 kritische Äußerungen gegen Hitler getätigt bzw. nicht unterbunden habe. Nach Kriegsende wurde das Verfahren von Brandes im Rahmen seiner Entnazifizierung zur Entlastung vorgebracht. Brandes wurde dabei ein Gesuch nachteilig ausgelegt, das er an den Reichsstatthalter gerichtet hatte mit seiner Ausführung, er habe als Führer der DVP die Einbürgerung Adolf Hitlers durchgesetzt. Damit erschien er dem Entnazifizierungsausschuss zunächst als eifriger Nationalsozialist.
Albert Brandes ist im Braunschweigischen Adressbuch bis 1942 nachweisbar. Er starb 1966 im Alter von 83 Jahren in Hamburg.